# 3213 Смоленск
3213 Смоленск (енгл. 3213 Smolensk) је астероид чија средња удаљеност од Сунца износи 3,206 астрономских јединица (АЈ).
Апсолутна магнитуда астероида је 12,2.